# Прамія-да-Дал
Прамія-да-Дал (Premià de Dalt) — муніципалітет у регіоні Маресме, Каталонія, Іспанія. Населення становить 9 788 осіб. 